# San'yō
Regija San'yō (japanski: 山陽 地方 San'yō-chihō) je podregija Chūgoku regije na jugozapadu Honshua, najvećeg japanskog otoka. Sastoji se od južnog dijela Chūgoku regije s pogledom na Unutarnje more. Ime San'yō znači "južna, sunčana (yang) strana planine" i u suprotnosti je s San'in  "sjeverna, sjenovita (yin) strana planine" regijom na sjeveru. Općenito se smatra da regija uključuje prefekture Okayamu, Hiroshimu i Yamaguchi. Ponekad se smatra da uključuje provinciju Harima u prefekturi Hyogo. Zbog svoje blizine i bržeg pristupa Osaki, Kyotu i Tokiju, regija San'yō se oduvijek smatralo bolje razvijenim dijelom regije Chugoku.

## Vanjske poveznice
- Japan Guide.com